# Tavaco
Tavaco är en kommun i departementet Corse-du-Sud på ön Korsika i Frankrike. Kommunen ligger  i kantonen Celavo-Mezzana som tillhör arrondissementet Ajaccio. År 2022 hade Tavaco 406 invånare.

## Befolkningsutveckling
Antalet invånare i kommunen Tavaco
Referens:INSEE